# 舟橋村
舟橋村（ふなはしむら）は、富山県中新川郡の村。富山平野のほぼ中央の常願寺川右岸に位置している。富山県ならびに北陸3県で唯一の村であり、また日本で最も面積が小さい基礎自治体である。

## 解説
富山市から車で20分ほどという立地故にベッドタウン化が進んでいる影響で、人口増加率が県内で一番高い。2000年から2005年までは日本一でもあった。さらに、2005年時点の幼少人口割合は22.7%で、全国の市町村で最も高く、平均年齢も2013年時点で40.6歳と県内の市町村で最も若い。独立志向が強く、周辺自治体からの合併話が多い中、また全国的に平成の大合併が行われた中でも、常願寺川東部地域全域での産業の系統的育成の観点や村内の教育機関の維持という観点から自立を保っており、明治の町村制施行以来、一度も合併を行っていない。
面積は3.47km2と、日本一広い市町村である岐阜県高山市(2177.61km²)の約1/628。元々面積において富山県最小の市町村であり、岐阜県墨俣町が大垣市との合併で消滅した2006年3月27日以降は日本最小の基礎自治体となった。地方自治体に関する日本一の一覧#面積も参照。
また、2005年11月1日に射水郡下村が合併で消滅したことで当村が富山県唯一の村となり、さらに2006年3月3日に福井県遠敷郡名田庄村が合併で消滅したことに伴い北陸3県唯一の村となった。
日本で最も遅くまで郵便局がなかった自治体でもある。舟橋簡易郵便局が1994年5月9日に設置され、1999年10月1日廃局、同日越中舟橋駅向かいに舟橋郵便局が開局している。
村長選挙に複数人が立候補したのは1980年を最後に2022年まで例がなく、42年間も無投票当選が続いた。
村名の由来には複数の説があり、室町時代に仏生寺城主の細川曾（宗）十郎が城の堀に舟を連ねて橋を架けたことによるとする説と、白岩川にかけられた舟橋に由来するとする説がある。

## 沿革

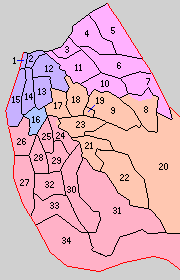
明治22年（1889年）の中新川郡（舟橋村は16）

- 1889年4月1日 - 町村制の施行により、上新川郡下国重村、上国重村、稲荷村、竹内村、舟橋村、仏生寺村、新吉島村、海老江村、竹鼻村、古海老江村、蘆高村、東蘆原村、白髭村、立野村及び清水堂村の区域の一部の区域をもって、上新川郡舟橋村が発足。
- 1896年4月1日 - 郡制の施行により、上新川郡の区域から分立して中新川郡が発足、同郡の所属になる。
- 1969年5月20日 - 村全域が富山都市計画区域に編入。
- 1970年8月5日 - 富山・高岡都市計画区域が決定。舟橋村もこの区域に含まれる。
- 1971年1月30日 - 村全域が市街化調整区域に指定。
- 1973年6月22日 - 村章を制定。
- 1988年9月27日 - 村全域が富山・高岡都市計画区域から除外され立山・舟橋都市計画区域に入る。同時に市街化調整区域から外れる。
- 2007年11月1日 - 「舟橋村民憲章」を制定[10]。
- 2015年1月18日 - 舟橋村初の農事組合法人「東和」設立。
- 2015年4月15日 - 子育て支援センター「ぶらんこ」開設。
- 2016年3月10日 - 常願寺クラブハウス設立。
- 2022年10月26日 - 舟橋村議会が、役場内のパワーハラスメントに対する対応を理由に2回目の村長不信任決議案を可決し、村長が失職。

## 人口
2024年12月時点
舟橋村の人口
3,312人
男性
1,644人
女性
1,668人
世帯数
1,219世帯
| |                                        |  |
| 舟橋村と全国の年齢別人口分布（2005年） | 舟橋村の年齢・男女別人口分布（2005年） |  |
| ■紫色 ― 舟橋村 ■緑色 ― 日本全国 | ■青色 ― 男性 ■赤色 ― 女性              |  |
| 舟橋村（に相当する地域）の人口の推移 \| 1970年（昭和45年） \| 1,357人 \| \| \| 1975年（昭和50年） \| 1,386人 \| \| \| 1980年（昭和55年） \| 1,360人 \| \| \| 1985年（昭和60年） \| 1,419人 \| \| \| 1990年（平成2年） \| 1,371人 \| \| \| 1995年（平成7年） \| 1,658人 \| \| \| 2000年（平成12年） \| 2,153人 \| \| \| 2005年（平成17年） \| 2,673人 \| \| \| 2010年（平成22年） \| 2,967人 \| \| \| 2015年（平成27年） \| 2,982人 \| \| \| 2020年（令和2年） \| 3,132人 \| \| |                                        |  |
| 総務省統計局 国勢調査より |                                        |  |
| 1970年（昭和45年） | 1,357人                                |  |
| 1975年（昭和50年） | 1,386人                                |  |
| 1980年（昭和55年） | 1,360人                                |  |
| 1985年（昭和60年） | 1,419人                                |  |
| 1990年（平成2年） | 1,371人                                |  |
| 1995年（平成7年） | 1,658人                                |  |
| 2000年（平成12年） | 2,153人                                |  |
| 2005年（平成17年） | 2,673人                                |  |
| 2010年（平成22年） | 2,967人                                |  |
| 2015年（平成27年） | 2,982人                                |  |
| 2020年（令和2年） | 3,132人                                |  |

## 地理
舟橋村の地形は全域が平野・平地である。南北に細長く位置する平地の約半分は水田であり残りは宅地・公有地・雑種地などである。
- 河川：白岩川、細川、八幡川、京坪川

### 広袤
| 国土地理院の全国都道府県市区町村別面積調によると、当村の面積は3.47 km2であり、日本で一番面積が小さい市町村である。 当村の東西南北それぞれの端は以下の位置で、東西の長さは2.48 km、南北の長さは3.08 kmである。また、2010年国勢調査結果に基く人口重心は舟橋中学校付近にある。 |
| 節内の全座標を示した地図 - OSM |
| 節内の全座標を出力 - KML |
| 表示 |

|                                                                           | 北端 北緯36度42分48秒 東経137度18分20秒 / 北緯36.71333度 東経137.30556度 ↑ | 人口重心 北緯36度42分05.07秒 東経137度18分18.88秒 / 北緯36.7014083度 東経137.3052444度 |
| 西端 北緯36度42分14秒 東経137度17分35秒 / 北緯36.70389度 東経137.29306度← | 中心点 北緯36度41分58秒 東経137度18分25秒 / 北緯36.69944度 東経137.30694度 | 東端 →北緯36度42分10秒 東経137度19分15秒 / 北緯36.70278度 東経137.32083度              |
|                                                                           | ↓ 南端 北緯36度41分8秒 東経137度17分55秒 / 北緯36.68556度 東経137.29861度  |                                                                                        |

### 隣接している自治体
- 富山市
- 中新川郡：上市町、立山町

## 行政

### 行政機構
- 村長：渡辺光
  - 総務課
  - 生活環境課
  - 出納室
  - 教育委員会

### 議会
定数：7

### 消防
当村は近隣の魚津市・滑川市・上市町の2市1町1村により組織される富山県東部消防組合の構成自治体で、村内には同消防組合の上市消防署舟橋分遣所が置かれている。当村は2013年春まで常備消防業務を担う部局を持っておらず、消防団による非常備消防が行われ、上市町や立山町・富山市など近隣市町の消防業務の応援を仰ぐケースがあった。また救急業務も立山町に年間700万円を拠出して委託していた。だが同消防組合が同年3月31日に事務を開始して常備消防体制が整備され、さらに舟橋分遣所が2014年10月1日に開所してポンプ車・救急車各1台が配備されたことにより体制が強化された。
舟橋村消防団には分団が存在しないため、分団長・副分団長の階級は存在しない。また消防団員のうち団員5名は機能別消防団員として2007年10月1日付で役場職員から任命されており、勤務時間内のみ消火活動に従事する。
小型動力ポンプ積載車のうち、1台は日本損害保険協会より2006年2月2日に寄贈されたものである。
- 施設
  - 舟橋村消防会館
- 消防団員：計30名
  - 団長：1名
  - 副団長：1名
  - 部長：2名
  - 班長：6名
  - 団員：20名
- 消防車：計4台
  - 指令車：1台
  - 消防ポンプ自動車：1台
  - 小型動力ポンプ積載車：2台

## 経済

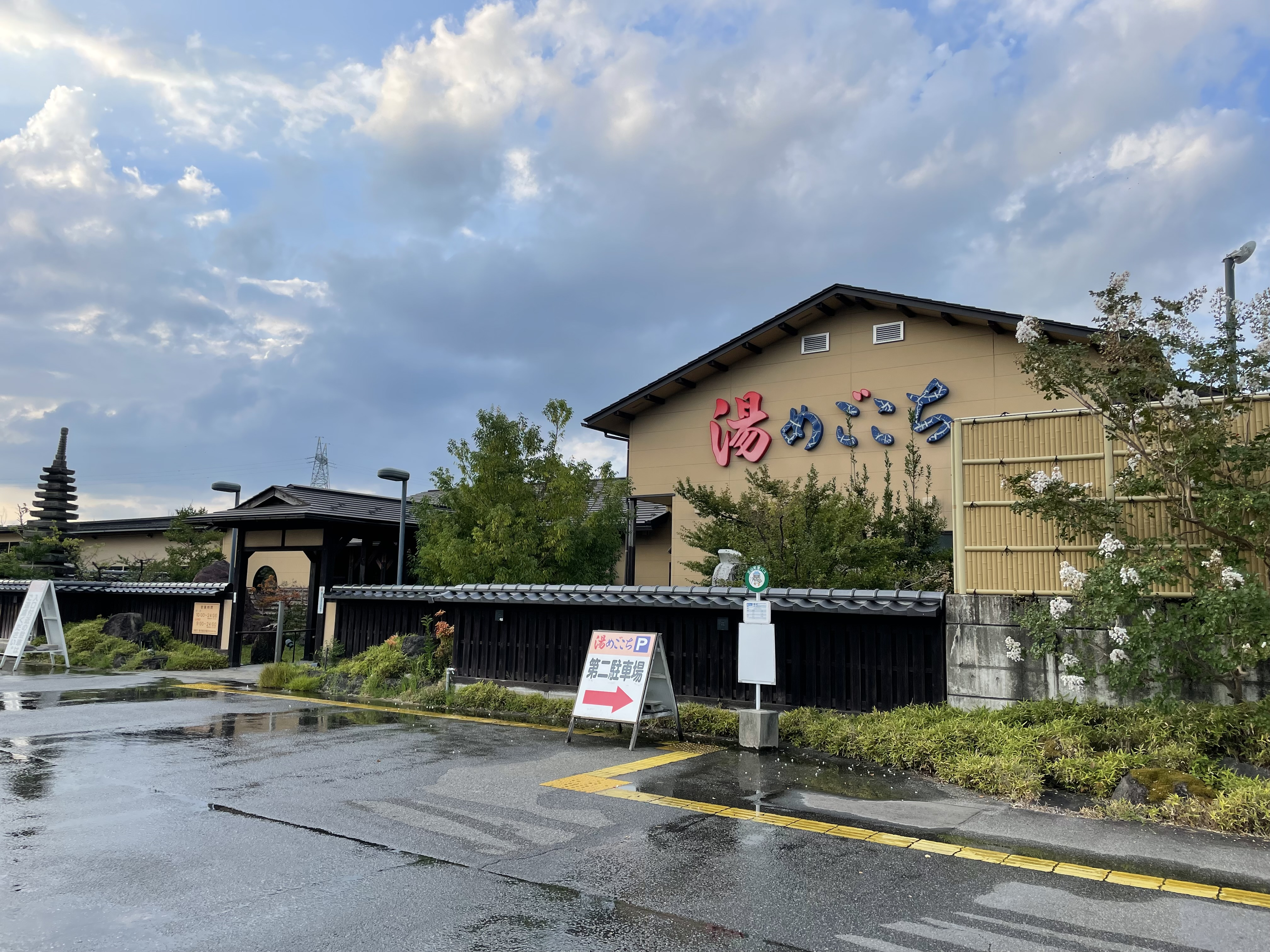
舟橋・立山天然温泉 湯めごこち

### 産業
- 主な産業
  - 農業：米、枝豆、カボチャ

### 本社を置く企業
- ファインネクス

### 商業
村内にスーパーマーケットは存在しないが、ドラッグストアとコンビニエンスストアが出店している。なお、南端に近い立山町利田地区にはスーパーセンターシマヤ立山店が、東端に近い上市町正印地区にガイナシティが所在する。
- ドラッグストア
  - V・drug舟橋店[19]
- コンビニエンスストア
  - セブン-イレブン舟橋竹内店

かつて舟橋村商工会が存在したが、2009年4月1日に立山町商工会と合併し「立山舟橋商工会」となった。

### サービス業
- 温泉施設
  - 舟橋・立山天然温泉 湯めごこち

## 地域

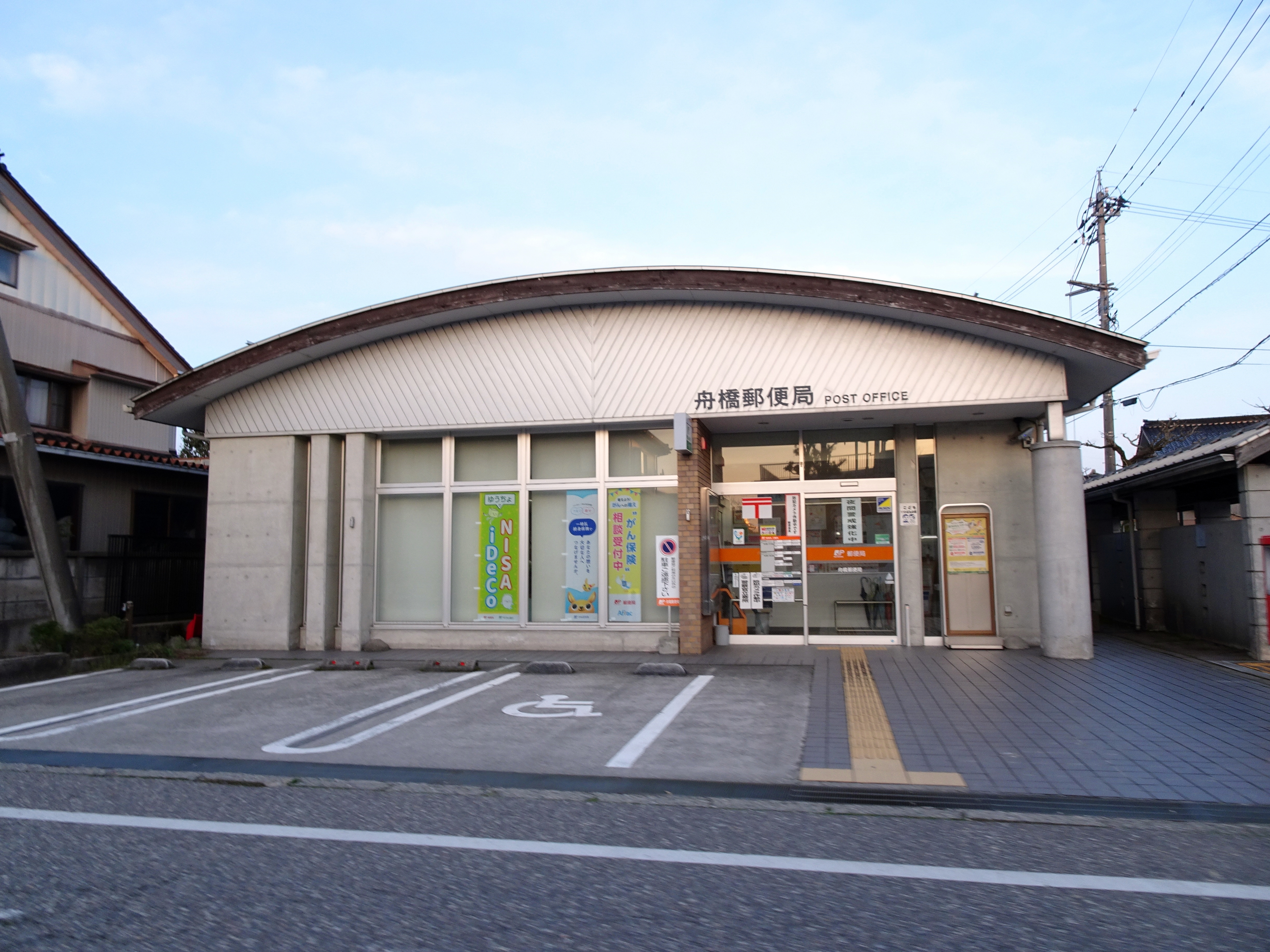
舟橋郵便局

### 町域
- 稲荷、海老江、上国重、国重、竹内、竹鼻、東芦原、舟橋、古海老江、仏生寺の10つの町域からなる。

### 教育
- 舟橋村立舟橋小学校
- 舟橋村立舟橋中学校
- 舟橋村立図書館 - 越中舟橋駅駅舎に併設。

### 福祉
- 社会福祉法人富山YMCA福祉会ふなはし保育園（2016年4月1日より民営化）
- 舟橋村学童保育室
- 特別養護老人ホームふなはし荘
- 舟橋村デイサービスセンター

### 都市公園
- 京坪川河川公園（愛称：オレンジパークふなはし）

愛称は事前に応募のあった作品から5作品を選考し、2007年8月4日に開催された「ふなはしまつり」で一般参加者の投票によって決定した。
- 舟橋村児童公園

### マスメディア
- ケーブルテレビは富山市のケーブルテレビ富山のエリアとなっている[21]。

## 交通

### 鉄道路線
- 富山地方鉄道
  - 本線：越中舟橋駅

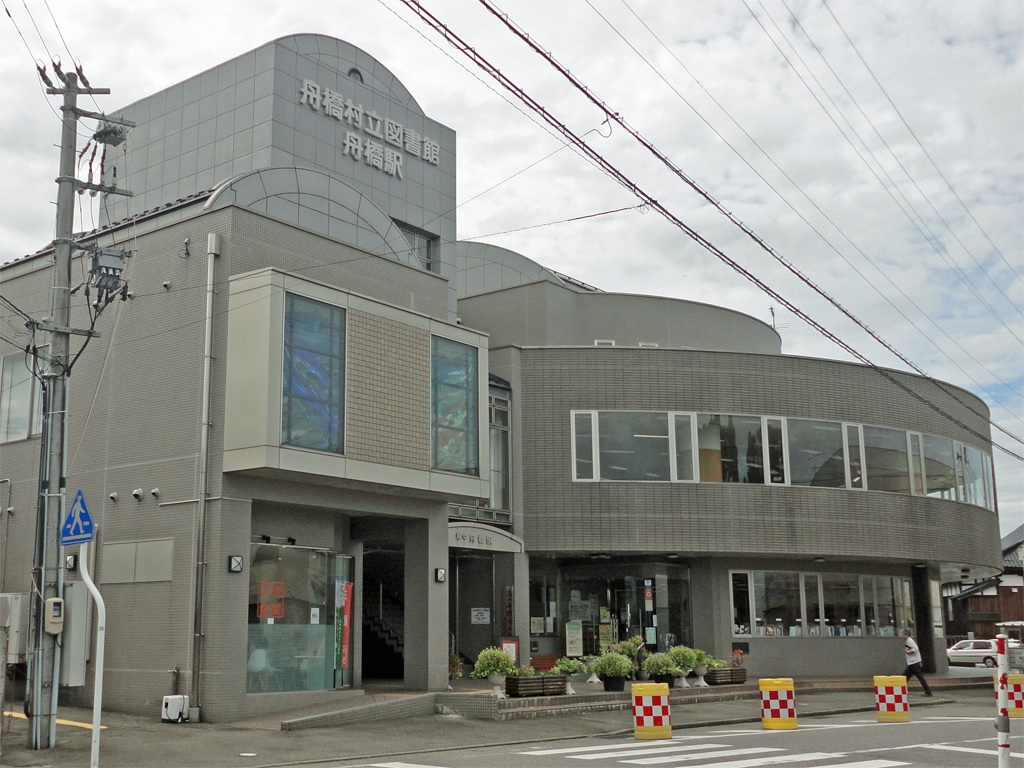
越中舟橋駅

地域によっては町外にある寺田駅や越中三郷駅が最寄りとなる。
なお、村内にバス路線はない。

### 道路
- 国道
  - なし
- 都道府県道
  - 主要地方道
    - 富山県道3号富山立山魚津線
    - 富山県道4号富山上市線
    - 富山県道6号富山立山公園線
    - 富山県道15号立山水橋線

  - 一般県道
    - 富山県道159号竹内清水堂線
    - 富山県道161号岩峅寺大石原水橋線
    - 富山県道147号立山舟橋線

村内に高速道路は通っていない。最寄りの高速道路インターチェンジは北陸自動車道立山インターチェンジ。

## 名所・旧跡・観光スポット・祭事・催事

### 名所
- 京坪川の桜並木

花見のために、2009年3月27日から4月9日の16時から21時まで中学校横の村道が歩行者天国となっていた。
- 無量寺とハスの花

### 旧跡
- 竹内天神堂古墳

### 祭事
- ふなはしまつり（8月第1土曜日）

## 主な出身者
- 幸山一大 - 元プロ野球選手
- 竹嶋祐貴 - 元プロ野球選手
- 中野省吾 - 騎手